# Unwetter in Sierra Leone 2017
Am 14. August 2017 kam es im westafrikanischen Sierra Leone, vor allem im Umkreis der Hauptstadt Freetown, zu Überschwemmungen. Diese hatten in Regent, einem Ort in der Nähe von Freetown, um sechs Uhr morgens Ortszeit zu einem großen Erdrutsch geführt. Unter den abrutschenden Hängen des Sugar Loaf und dem Murgang wurden viele Häuser verschüttet, wobei zahlreiche Menschen noch in ihren Betten lagen.
Es soll mindestens 1141 Tote gegeben haben. Mehr als 1000 Häuser sollen eingestürzt sein, 2000 Menschen seien obdachlos. Viele der Opfer wurden aufgrund der Seuchengefahr in Massengräbern beigesetzt.
Staatspräsident Ernest Koroma rief wenige Stunden nach der Katastrophe den Notstand aus. Am 16. August wurde eine Woche der nationalen Trauer mit einer Schweigeminute eingeleitet.

## Hintergrund
Der National Weather Service hat für Sierra Leone außergewöhnlich hohe Niederschläge gemeldet, die weit überdurchschnittlich viel Regen in den Tagen vor der Naturkatastrophe gebracht hätten. Vom 11. bis 14. August soll es ununterbrochen in und um die Hauptstadt Freetown geregnet haben. Eine Unwetterwarnung war vom sierra-leonischen Wetteramt nicht herausgegeben worden.
Aufgrund unzureichender Abwassersysteme, schlechter Bauweise und illegaler Bauten, Entwaldung und damit verbundener Erosion wird Sierra Leone häufiger von solchen Katastrophen heimgesucht.